# Кимс Канјон (Аризона)
Кимс Канјон (енгл. Keams Canyon) насељено је место без административног статуса у америчкој савезној држави Аризона.

## Демографија
По попису из 2010. године број становника је 304, што је 44 (16,9%) становника више него 2000. године.
| Група             | 2000.     | 2010.     |
| Белци             | 20 (7,7%) | 23 (7,6%) |
| Афроамериканци    | 1 (0,4%)  | 1 (0,3%)  |
| Азијати           | 0 (0,0%)  | 1 (0,3%)  |
| Хиспаноамериканци | 5 (1,9%)  | 11 (3,6%) |
| Укупно            | 260       | 304       |